# Samuel Scheps
Samuel Scheps, né le 19 mai 1904 à Łódź et mort le 15 novembre 1999 à Genève, est un militant sioniste naturalisé suisse en 1931.

## État civil
Samuel Scheps est le fils de l'industriel Maximilian Scheps et de Rosa née Schwarzmann. Il se marie le 9 octobre 1928 à Lily, née Scheps. Ils ont trois enfants : Dorith (1930), Marc (1932) et Ruth (1945).

## Études
- 1921-1922 : philosophie et histoire à l’université Jagellonne de Cracovie
- 1922-1923 : philosophie, histoire, sociologie et économie politique à l'université Frédéric-Guillaume de Berlin. Simultanément, spécialisation en sciences judaïques à la Hochschule für die Wissenschaft des Judentums
- 1924-1926 : études doctorales à l’université de Bâle. 1927 : obtient son doctorat rerum politicarum (summa cum laude) pour sa thèse « Die Währungs- und Notenbankpolitik der Republik Polen » (« La politique monétaire et bancaire de la République de Pologne »).
- 1926-1927 : spécialisation en économie politique à la London School of Economics.

## Activités sionistes
Dès le milieu des années 1920, Samuel Scheps fut un sioniste engagé. À Bâle, il fut dès 1928 directeur, puis vice-président de l'Organisation sioniste suisse jusqu'en 1946. Il contribua au rapprochement des communautés juives d'Europe de l'Ouest et de l'Est, et fonda le Houg Ivri pour promouvoir l'hébreu et la culture juive. Enfin il s'impliqua dans la création d'un comité dont devait naître l'Association suisse des amis de l’université hébraïque de Jérusalem.
En 1935 il devint directeur du fonds national juif de Suisse, et en 1937 directeur de l'Office palestinien suisse - antenne de  l’agence juive qui organisait l'émigration en Palestine.
En 1939, l'Office palestinien fut transféré à Genève, où Scheps s’installa. Tant que sévit le national-socialisme, Samuel Scheps fut une référence importante de l’assistance aux réfugiés et du sauvetage par l’émigration : il procura à cet effet des certificats et de l'argent à d'innombrables êtres humains, qui eurent ainsi la vie sauve et purent émigrer. Il organisa cinq navires de sauvetage, il se déplaça en pleine guerre en Allemagne et dans les pays occupés (Autriche, Hongrie, Roumanie, Yougoslavie), pour y négocier des possibilités d'émigration.
En 1942, il fut parmi les premiers à apprendre la nouvelle transmise par l'industriel allemand Eduard Schulte (1891-1966) au sujet de la « solution finale ».
En 1945 il participa à l'organisation de la première grande aliya (immigration en Palestine) d’après-guerre ainsi qu’à la recherche des survivants.
En 1946 Samuel Scheps se retira de toutes ses fonctions publiques tout en restant directeur honoraire de l’Office palestinien jusqu’en 1950. À ce titre il délivra des visas pour l’aliya et le tourisme jusqu’à l’établissement de relations diplomatiques entre la Suisse et Israël au printemps 1949.

## Activités économiques
Pendant la guerre d’indépendance, Samuel Scheps mit à la disposition d’Israël ses compétences en économie internationale. Il fut notamment chargé par le gouvernement israélien de fournir des produits alimentaires à Tsahal et à l’ensemble du pays, et participa à l’organisation des exportations agricoles israéliennes, en qualité de représentant en Suisse du Citrus Marketing Board (il avait à cet effet fondé en 1946 la firme Socopa SA à Genève, qui fonctionna jusqu'en 1962). Durant toutes ces années, Scheps représenta Israël  dans le cadre de la Communauté Économique Européenne, il participa à la création de la Chambre de Commerce Suisse-Israël et mena simultanément une activité de conseiller financier. En 1959, il cofonda la Banque de Crédit International (ICB) à Genève et en assura la vice-présidence.
Samuel Scheps est l'auteur de nombreux articles, essais et monographies en allemand, polonais, hébreu et français, dans divers domaines :  économie, histoire, littérature et philosophie. Il s’est attaché notamment à mettre en évidence toutes les formes d’osmose culturelle entre les Juifs polonais et la société polonaise qui les entourait. Il a également résumé ses actions de sauvetage entre 1933 et 1945 dans un article : « Bâle, Genève et Istanbul – Centres de sauvetage et d’Aliya 1933-1945 » (SSIP 43, Bâle, été 1976 ; Das Neue Israel, octobre 1976).
Les ouvrages d’économie et de judaïsme de la bibliothèque de Samuel Scheps se trouvent à l'université de Bâle. Ses archives ont été transférées aux Archives suisses d'histoire contemporaine de l’École polytechnique fédérale de Zurich (Archiv für Zeitgeschichte), excepté celles concernant le sionisme, qui se trouvent aux Archives sionistes centrales de Jérusalem.

## Titres et nominations
- De 1964 à 1974, il préside l’Association suisse des Amis de l’université hébraïque de Jérusalem
- En 1970, il est nommé gouverneur honoraire de l'université hébraïque de Jérusalem
- En 1994, il devient le premier Président d'honneur de la Fédération sioniste de Suisse
- En 1995, il reçoit la croix d'officier de l'ordre du Mérite de la République de Pologne
- En 1997, l'université hébraïque de Jérusalem lui octroie le Prix du Mont Scopus.

## Livres
- Die Währungs- und Notenbankpolitik der Republik Polen (« La politique monétaire et bancaire de la République de Pologne »). (Basel, Verlag von Helbing & Lichtenbahn, 1926).
- Der monetäre Aspekt der schweizerischen Konjunkturpolitik : Koreferat an der Jahresversammlung der Schweiz. Gesellschaft für Statistik und Volkswirtschaft (1963).
- Adam Mickiewicz, ses affinités juives (Paris, Nagel, 1964).
- The Dethronement of Gold : toward a new Image of Currencies (London, Wentworth Press, 1971). Trad. all., Demonetisierung des Goldes : internationale Währungsordnung und Ölkrise (Zürich, Verlag Management Assistant, 1974).
- Armand Lévy, compagnon de Mickiewicz, révolutionnaire romantique (London, Poets’ and Painters’ Press, 1977).
- En hébreu : Sifrout polanit bilevoush ivri  (La littérature polonaise dans un habit hébraïque) ; édition et préface de Ascher Wilcher  (Jérusalem, Carmel, 1989).

## Émission radiophonique
RSR/Espace 2/Programmes/Les temps qui courent  (20 mai 2004).